# Emil Orlík
Emil Orlík (ur. 21 lipca 1870 w Pradze, zm. 28 września 1932 w Berlinie) – niemiecko-czeski artysta i projektant pochodzenia żydowskiego. Najbardziej znany jako malarz i grafik.

## Życiorys
Syn żydowskiego krawca. W latach 90. XIX wieku odbył studia w Akademii Sztuk Pięknych w Monachium, gdzie był związany z secesją. W Berlinie Orlik współpracował z Maksem Reinhardtem w Deutsches Theater, a jego projekt z 1906 roku do Zimowej opowieści Szekspira mógł być pierwszym poważnym zastosowaniem estetyki secesyjnej w scenografii. W latach 1900–1901 spędził rok w Japonii, studiując techniki drzeworytnicze. Wiedzę tę wykorzystał w późniejszych realizacjach scenograficznych. m.in. pantomimie Sumurun (1910) Reinhardta wystawianej w Berlinie, Paryżu, Londynie i Nowym Jorku.

## Galeria

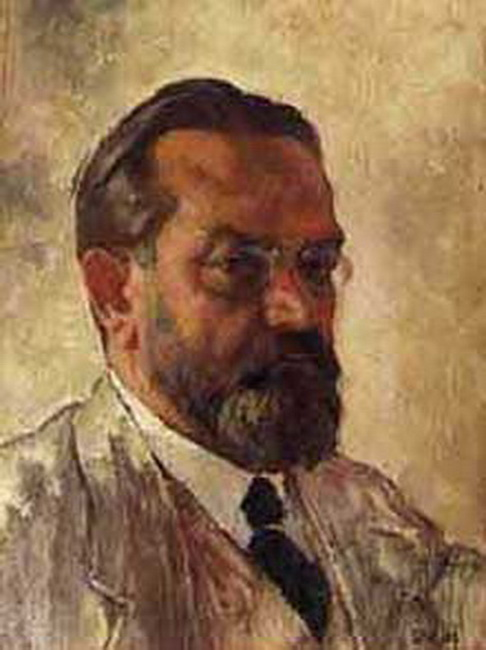
Autoportret, lata '20
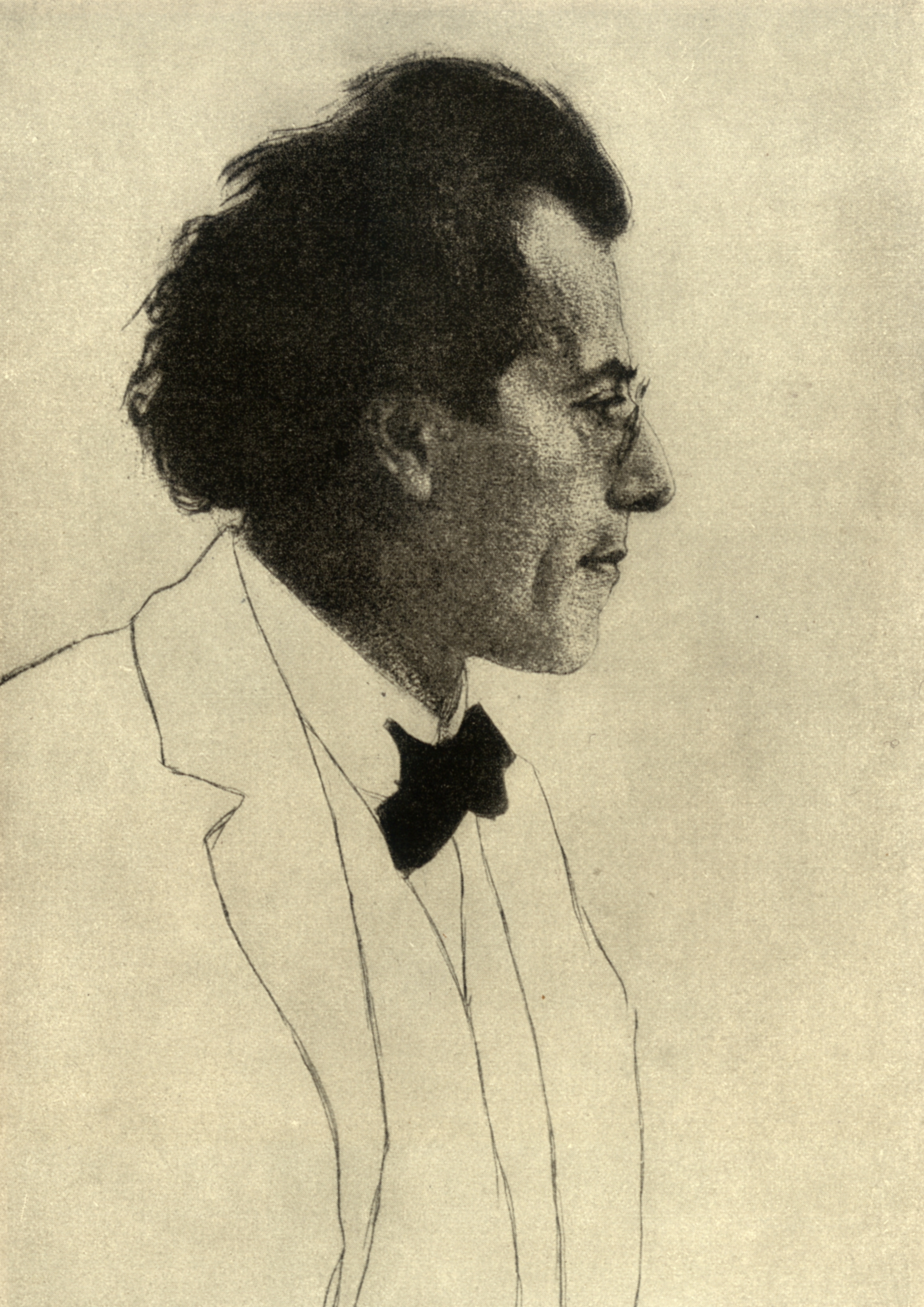
Portret Gustava Mahlera, 1902
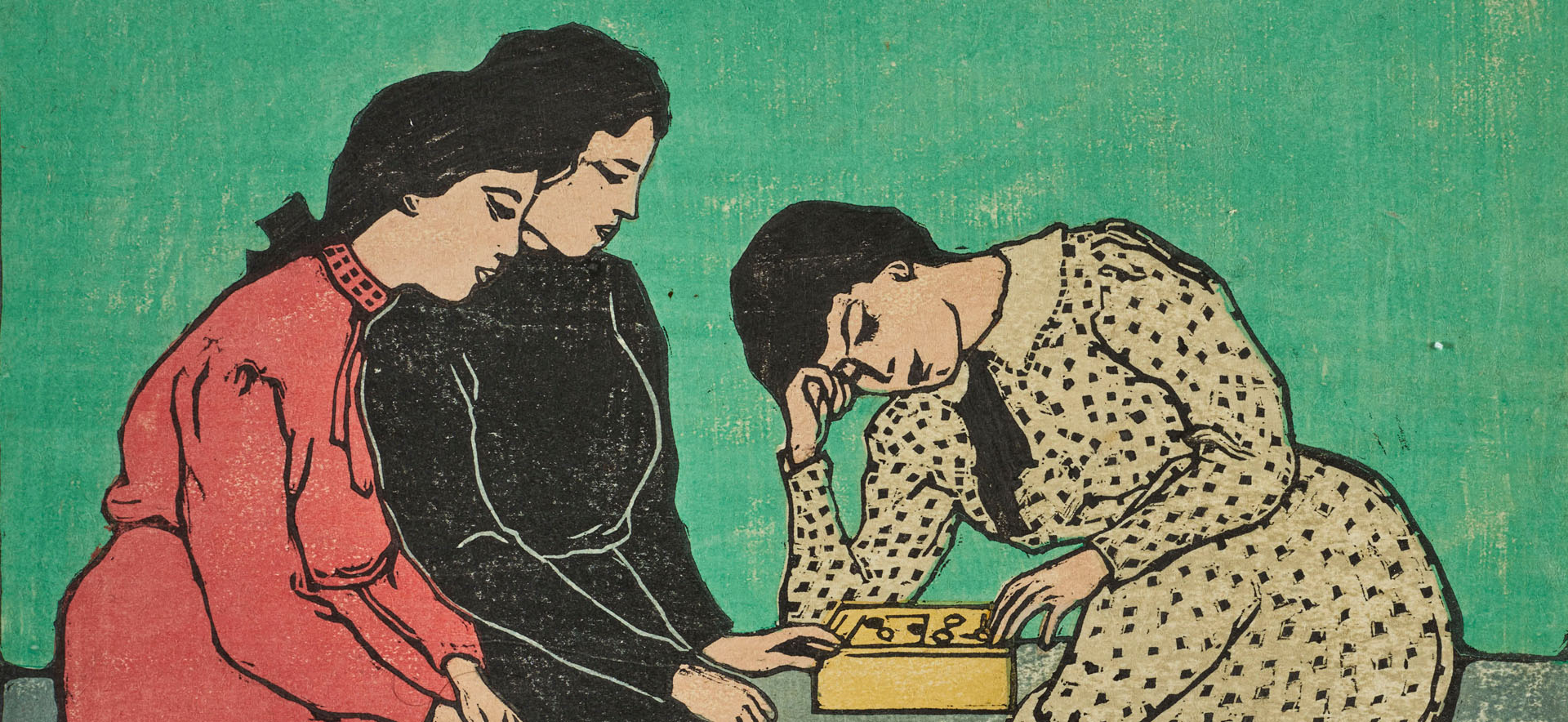
Trzy dziewczyny przy grze planszowej, drzeworyt, około 1907
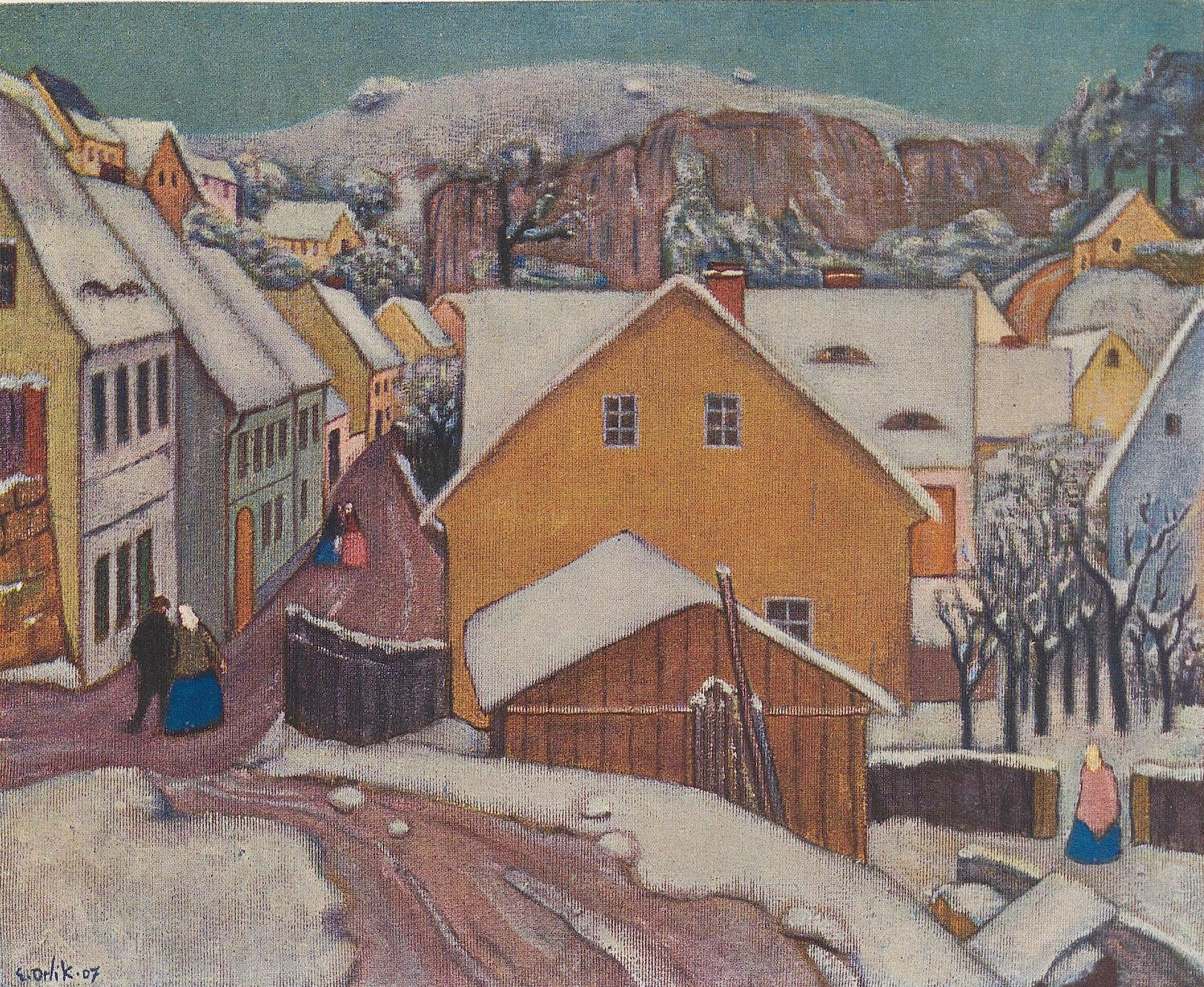
Zima w Auscha, 1907
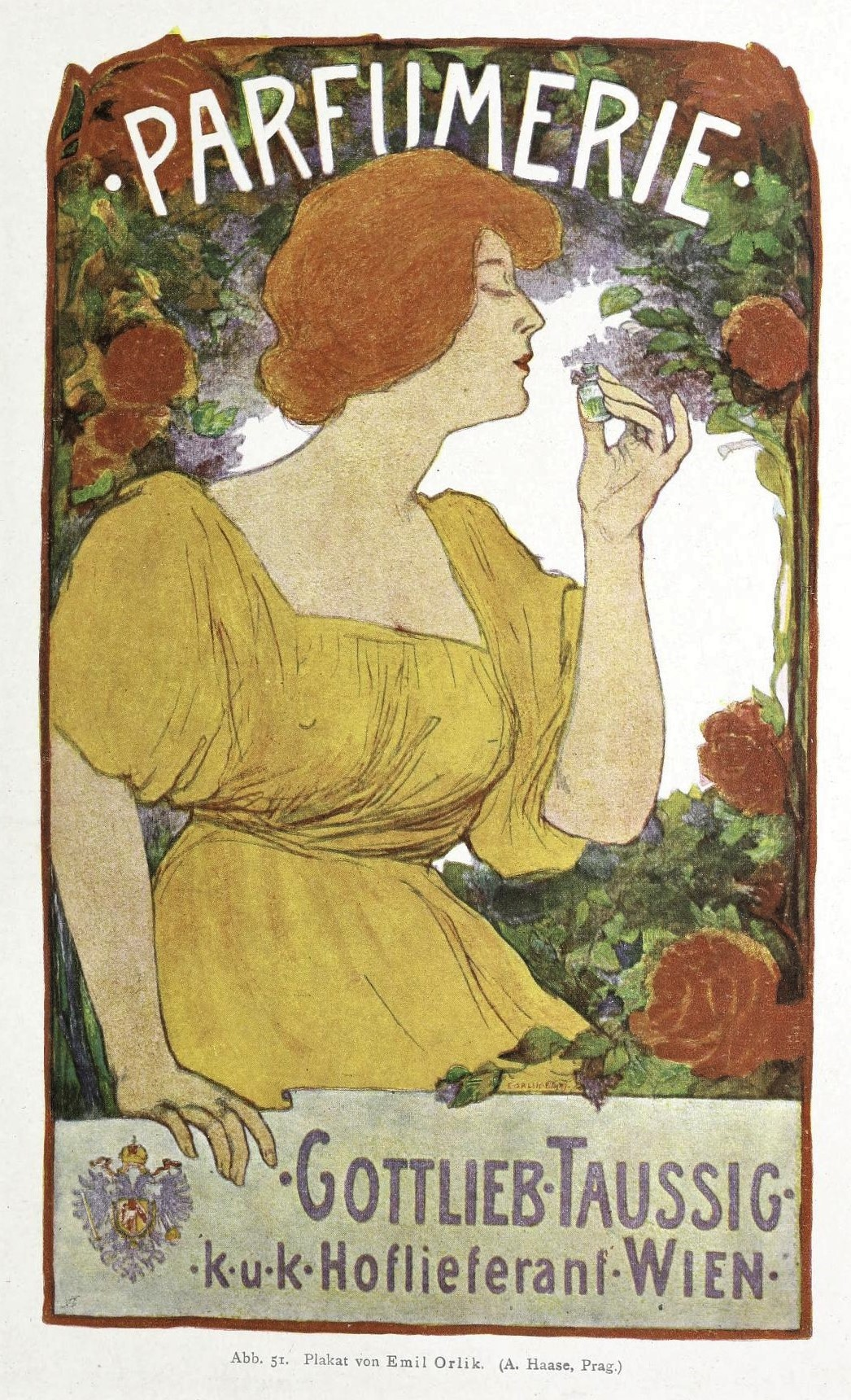
Perfumeria Gottlieb Taussing w Wiedniu, reklama, 1897